# Cajamarca (regio)
Cajamarca (Aymara: Qajamarka; Quechua: Kashamarka) is een regio van Peru, gelegen in het noorden van het land. De regio heeft een oppervlakte van ongeveer 33.318 km² en heeft 1.529.755 inwoners (2015). Cajamarca grenst in het noorden aan Ecuador, in het oosten aan de regio's Amazonas en La Libertad, in het zuiden aan La Libertad en in het westen aan La Libertad, Lambayeque en Piura. De hoofdstad is Cajamarca.

## Bestuurlijke indeling
De regio is verdeeld in dertien provincies, die weer zijn onderverdeeld in 127 districten. Achter elke provincie wordt de hoofdplaats genoemd.
| Nr. | Provincie   | Inwoners | Oppervlakte | UBIGEO | Districten | Hoofdplaats             | Inwoners |
| --- | ----------- | -------- | ----------- | ------ | ---------- | ----------------------- | -------- |
| 1   | Cajabamba   | 80.420   | 1.808 km²   | 0602   | 4          | Cajabamba               | -        |
| 2   | Cajamarca   | 390.846  | 2.980 km²   | 0601   | 12         | Cajamarca               | 245.137  |
| 3   | Celendín    | 95.843   | 2.642 km²   | 0603   | 12         | Celendín                | 30.000   |
| 4   | Chota       | 164.599  | 3.795 km²   | 0604   | 19         | Chota                   | 51.231   |
| 5   | Contumazá   | 31.871   | 2.070 km²   | 0605   | 8          | Contumazá               | 3.221    |
| 6   | Cutervo     | 140.458  | 3.028 km²   | 0606   | 15         | Cutervo                 | 51.272   |
| 7   | Hualgayoc   | 102.765  | 777 km²     | 0607   | 3          | Bambamarca              | 40.100   |
| 8   | Jaén        | 199.420  | 5.233 km²   | 0608   | 12         | Jaén                    | 185.000  |
| 9   | San Ignacio | 148.955  | 4.977 km²   | 0609   | 7          | San Ignacio             | 15.130   |
| 10  | San Marcos  | 54.563   | 1.362 km²   | 0610   | 7          | San Marcos              | 12.950   |
| 11  | San Miguel  | 55.588   | 2.542 km²   | 0611   | 13         | San Miguel de Pallaques | 3.989    |
| 12  | San Pablo   | 23.255   | 672 km²     | 0612   | 4          | San Pablo               | -        |
| 13  | Santa Cruz  | 45.200   | 1.417 km²   | 0613   | 11         | Santa Cruz              | 3.579    |

| Detailkaart |
| ----------- |
|             |
| Provincies  |